# Melbourne Track Classic
Le Melbourne Track Classic est un meeting international d'athlétisme qui se déroule une fois par an à Melbourne, initialement à l'Olympic Park Stadium, depuis 2012 au Lakeside Stadium. Cette compétition, créée en 1998, est l'une des étapes du Challenge mondial IAAF. 

## Records du meeting

### Hommes
| Épreuve           | Record         | Athlète                     | Pays             | Date         | Ref   |
| ----------------- | -------------- | --------------------------- | ---------------- | ------------ | ----- |
| 100 m             | 10 s 04        | Asafa Powell                | Jamaïque         | 2008         |       |
| 200 m             | 19 s 92        | Frankie Fredericks          | Namibie          | 1999         |       |
| 400 m             | 44 s 82        | Jeremy Wariner              | États-Unis       | 2008         |       |
| 800 m             | 1 min 43 s 15  | David Rudisha               | Kenya            | 2010         |       |
| 1 500 m           | 3 min 32 s 55  | William Chirchir            | Kenya            | 2000         |       |
| Mile              | 3 min 51 s 54  | Simon Doyle                 | Australie        | 1991         |       |
| 3 000 m           | 7 min 45 s 20  | Luke Kipkosgei              | Kenya            | 2000         |       |
| 5 000 m           | 13 min 08 s 43 | Bernard Lagat               | États-Unis       | 3 mars 2011  | ,     |
| 10 000 m          | 28 min 30 s 32 | Joseph Kimani               | Kenya            | 2000         |       |
| 110 m haies       | 13 s 24        | Colin Jackson               | Royaume-Uni      | 1996         |       |
| 110 m haies       | 13 s 24        | Colin Jackson               | Royaume-Uni      | 1999         |       |
| 400 m haies       | 48 s 40        | Bryan Bronson               | États-Unis       | 1998         |       |
| 3 000 m steeple   | 8 min 19 s 47  | John Kosgei                 | Kenya            | 2000         |       |
| Saut en hauteur   | 2,31 m         | Tim Forsyth                 | Australie        | 1996         |       |
| Saut à la perche  | 5,82 m         | Steven Hooker               | Australie        | 2008         |       |
| Saut en longueur  | 8,30 m         | Peter Burge                 | Australie        | 2000         |       |
| Triple saut       | 16,91 m        | Henry Frayne                | Australie        | 3 mars 2011  | [ 3 ] |
| Lancer du poids   | 21,37 m        | Tomas Walsh                 | Nouvelle-Zélande | 21 mars 2015 | [ 4 ] |
| Lancer du disque  | 63,59 m        | Benn Harradine              | Australie        | 22 mars 2014 | [ 5 ] |
| Lancer du marteau | 78,91 m        | Stuart Rendell              | Australie        | 2003         |       |
| Lancer du javelot | 87,13 m        | Sergey Makarov              | Russie           | 1999         |       |
| 5 000 m marche    | 18 min 38 s 97 | Dane Bird-Smith             | Australie        | 5 mars 2016  | [ 6 ] |
| relais 4 × 100 m  | 39 s 46        | Birgan Nalatu Wohlsen Marsh | Australie        | 1995         |       |

### Femmes
| Épreuve           | Record         | Athlète                               | Pays             | Date         | Ref    |
| ----------------- | -------------- | ------------------------------------- | ---------------- | ------------ | ------ |
| 100 m             | 11 s 01        | Marion Jones                          | États-Unis       | 1998         |        |
| 200 m             | 22 s 54        | Cathy Freeman                         | Australie        | 1993         |        |
| 400 m             | 49 s 85        | Cathy Freeman                         | Australie        | 1996         |        |
| 800 m             | 1 min 59 s 42  | Toni Hodgkinson                       | Nouvelle-Zélande | 1997         |        |
| 800 m             | 1 min 59 s 42  | Tamsyn Lewis                          | Australie        | 2000         |        |
| 1 500 m           | 4 min 06 s 23  | Toni Hodgkinson                       | Nouvelle-Zélande | 2000         |        |
| Mile              | 4 min 22 s 66  | Lisa Corrigan                         | Australie        | 2007         |        |
| 3 000 m           | 8 min 43 s 51  | Sonia O'Sullivan                      | Irlande          | 2001         |        |
| 5 000 m           | 15 min 03 s 28 | Sonia O'Sullivan                      | Irlande          | 1998         |        |
| 100 m haies       | 12 s 49        | Sally Pearson                         | Australie        | 3 mars 2012  | ,      |
| 400 m haies       | 54 s 64        | Jana Pittman                          | Australie        | 2003         |        |
| 3 000 m steeple   | 9 min 29 s 93  | Donna MacFarlane                      | Australie        | 2008         |        |
| Saut en hauteur   | 1,95 m         | Alison Inverarity                     | Australie        | 1995         |        |
| Saut à la perche  | 4,71 m         | Alana Boyd                            | Australie        | 5 mars 2016  |        |
| Saut en longueur  | 7,00 m         | Bronwyn Thompson                      | Australie        | 2002         |        |
| Triple saut       | 13,89 m        | Nneka Okpala                          | Nouvelle-Zélande | 5 mars 2016  |        |
| Lancer du poids   | 20,13 m        | Valerie Adams                         | Nouvelle-Zélande | 3 mars 2011  | [ 9 ]  |
| Lancer du disque  | 66,10 m        | Daniela Costian                       | Australie        | 1994         |        |
| Lancer du marteau | 69,18 m        | Bronwyn Eagles                        | Australie        | 2002         |        |
| Lancer du javelot | 66,83 m        | Kimberley Mickle                      | Australie        | 22 mars 2014 | [ 10 ] |
| 3 000 m marche    | 11 min 51 s 26 | Kerry Saxby-Junna                     | Australie        | 1991         |        |
| relais 4 × 100 m  | 43 s 68        | Miers Sambell Gainsford Flemming      | Australie        | 1994         |        |
| relais 4 × 400 m  | 3 min 32 s 41  | Andrews Hanigan Holland Cathy Freeman | Australie        | 1993         |        |